# Suspilne Sport
Suspilne Sport (en ucraniano: Суспільне Спорт) es un canal de televisión público de Ucrania, perteneciente a Suspilne Movlennia. Se trata de un canal de deportes.

## Historia
La marca Suspilne Sport se estrenó el 20 de agosto de 2020. La división digital de Suspilne buscaba la creación de un ecosistema digital único para su sitio web, así como la posibilidad de ampliar la cobertura deportiva de la empresa.
El 23 de mayo de 2022, Suspilne presentó su nueva identidad de marca, Suspilne Sport, adoptando el verde como color identificativo.
Del 20 de noviembre al 18 de diciembre de 2022, la página web retransmitió la Copa Mundial de Fútbol de 2022. Según el servicio de prensa de Suspilne, 2,4 millones de personas vieron el evento en la página web.
El 14 de agosto de 2023, el canal inició emisiones en pruebas y el 29 de noviembre arrancaron las emisiones oficiales. 